# سسیل آردن
سسیل آردن (انگلیسی: Cecil Arden؛ ۱۵ دسامبر ۱۸۹۴ – ۴ سپتامبر ۱۹۸۹) یک خواننده، و خواننده اپرا اهل ایالات متحده آمریکا بود که در دهه‌های نخستین قرن بیستم میلادی فعالیت می‌کرد. محدوده صدای او متزو سوپرانو و کنترآلتو بود.